# Luisia brachystachys
Luisia brachystachys là một loài thực vật có hoa trong họ Lan. Loài này được (Lindl.) Blume mô tả khoa học đầu tiên năm 1849.